# Lundby distrikt, Västmanland
Lundby distrikt är ett distrikt i Västerås kommun och Västmanlands län. 
Distriktet ligger sydväst om Västerås och är befolkningsmässigt landskapets såväl som länets största distrikt. 

## Tidigare administrativ tillhörighet
Distriktet inrättades 2016 och utgörs av en del av området Västerås stad omfattade till 1971, delen som före 1918 utgjorde Lundby socken.
Området motsvarar den omfattning Västerås Lundby församling hade vid årsskiftet 1999/2000.